# Aphthona abdominalis
Aphthona abdominalis är en skalbaggsart som först beskrevs av Caspar Erasmus Duftschmid 1825.  Aphthona abdominalis ingår i släktet Aphthona och familjen bladbaggar. Arten har ej påträffats i Sverige. Inga underarter finns listade i Catalogue of Life.